# Itti-Marduk-balatu
Itti-Marduk-balatu (akad. Itti-Marduk-balāṭu, tłum. „Z Mardukiem (jest) życie”) – drugi król Babilonii z II dynastii z Isin, syn i następca Marduk-kabit-ahheszu; panował w latach 1140-1133 p.n.e. Próbował ingerować w wewnętrzne sprawy Asyrii popierając jednego z pretendentów do asyryjskiego tronu po śmierci Aszur-dana I.